# コニンブリガ

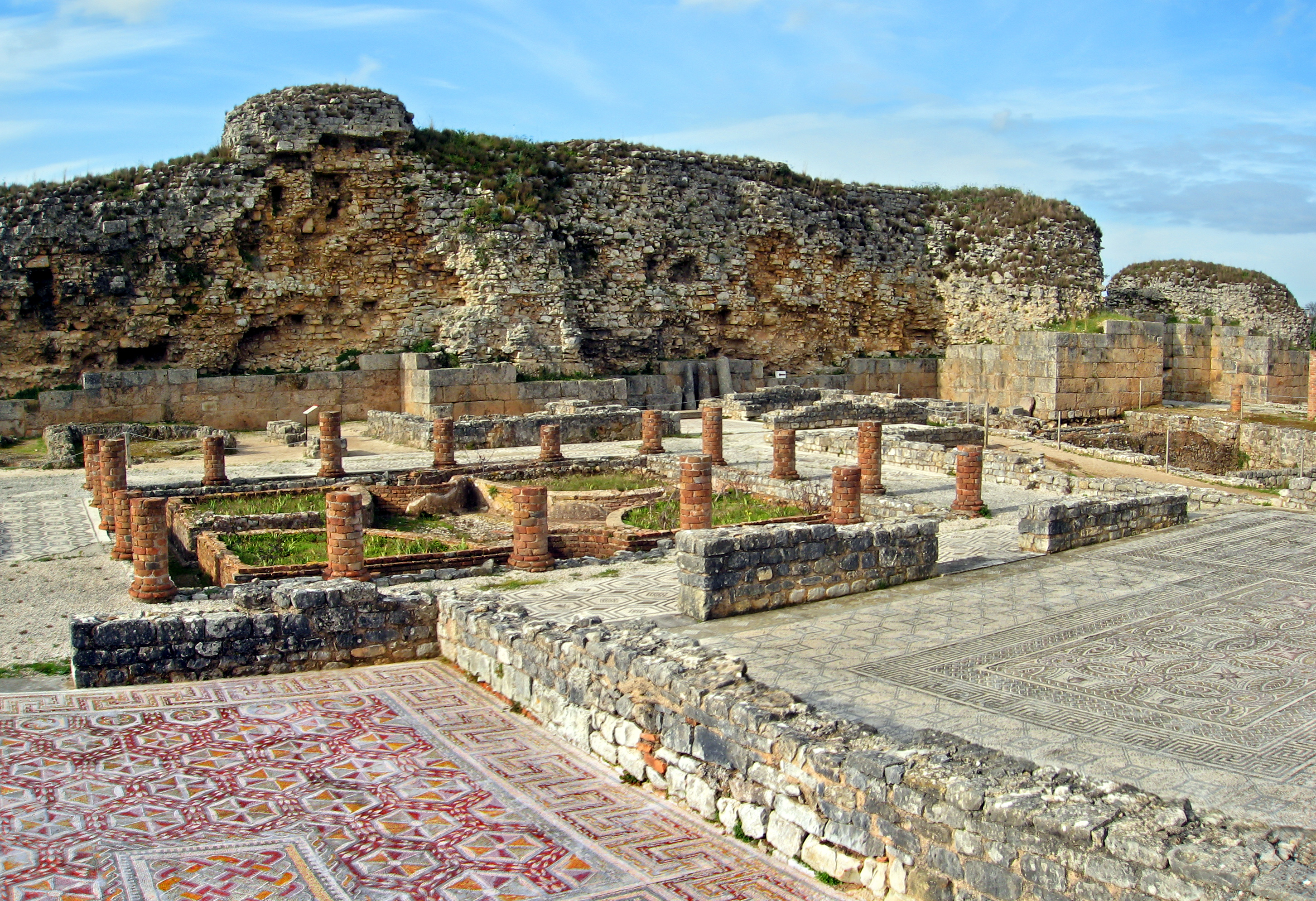

コニンブリガ（ポルトガル語：Conímbriga）は、ポルトガルのコインブラ県にある、ポルトガル国内では最大級の古代ローマ遺跡。コインブラの南南西16kmにあり、最寄りの町は2km離れたコンデイシャ・ノヴァ（Condeixa-a-Nova）である。
コニンブリガという名前は、Conim : 岩がごろごろとした土地 （前インド・ヨーロッパ語族）と、briga : 要塞（ケルト語）が語源であると考えられている。
コニンブリガはポルトガルで最大の古代ローマ遺跡では無いが、最も良い状態で保存されたもののひとつである。古代の市壁の一部がそのまま残っている上、多くの建物の基礎だけでなくモザイク床も残存している。浴場跡では、床面が崩落してしまっているため、蒸気の通り道として作られた暖房用のダクト跡が顕になっている。この遺跡は、2000年現在10%程度が発掘されているにすぎない。
他の遺跡と同じく、この遺跡も幾つもの時代の遺構が層状に積み重なっており、最も古いものは紀元前9世紀頃の旧鉄器時代まで遡ることが出来る。ローマ帝国の支配が及んだのは紀元前139年のことで、デキムス・ユニウス・ブルートゥス・カッライクスがローマ軍を率いてイベリア半島西部に侵攻したときに、既にあったケルト人の町を新たに造り替えたものである。
その後大いに栄えたコニンブリガも、蛮族の侵攻により468年に陥落。市民はAeminium（現在のコインブラ）に移り住んだといわれる。

## 施設
- 博物館
- カフェ

## 交通機関
コインブラからコンデイシャ・ノヴァへ向かうバスのうち、1日4便のみ、コニンブリガ遺跡駐車場まで延長運転を行っている。コインブラの出発時間は9時（休日運休）、9時30分、12時30分、15時30分の4便。コニンブリガ遺跡の出発時間は12時55分、16時25分、17時55分の3便。所要時間は約30分～45分である。（コインブラ中心部でのバス停留所は、Coimbra-A駅前およびAv. Fernao de MagalhaesとRue do Amado交差点のバス停である） 
なお、コインブラとコンデイシャ・ノヴァの間は30分に1本の割合でバスがあり、コンデイシャ・ノヴァのバス停（北緯40度06分48秒 西経8度29分57秒 / 北緯40.113465度 西経8.499287度）からコニンブリガ遺跡までは約2.5kmである。
コインブラからタクシーに乗れば15分程度で到着できる。片道20€前後。